# Tío José de Paula
José María Sebastián Soto Vega (Jerez de la Frontera, 10 de agosto de 1870 - Jerez de la Frontera, 9 de marzo de 1955), conocido con el sobrenombre de Tío José de Paula, fue un destacado cantaor flamenco español.

## Vida
Trabajó como manijero en los cortijos de la Campiña de Jerez, y en las reuniones de trabajadores daba rienda a sus sentimientos cantando. Luego trabajo como persona de confianza en cafés como el Café Fornos y otros de la época en la ciudad de Jerez.  En sus últimos años se dedicó a vender tabaco y golosinas por las calles con un canastillo. Uno de sus dos hermanos, Francisco de Paula Soto fue abuelo del torero Rafael de Paula y bisabuelo de Rafael Soto, director de la Real Escuela Andaluza del Arte Ecuestre de Jerez de la Frontera. Su otro hermano, Ramón Soto Vega, fue empedrador y pavimentó las calles de Jerez en casi su totalidad, fue el artista que hizo los dibujos en piedra de la Plaza del Arenal. Los tres hermanos, aun siendo gitanos y habiendo nacido a finales del 1800, sabían leer y escribir perfectamente. De hecho José Soto Vega, "Tío José", era el que leía en las gañanías (lugar donde se comía y dormía en el campo), como uno de los pocos entretenimientos de entonces. Es de considerar que él vivió la Primera República española y la enseñanza gratuita y obligatoria fue un gran logro, incluso para Europa. "Tío José" leía al calar el sol en el campo, sin luz eléctrica la tarde ya es noche cerrada, y leía con tanta pasión, efusividad y trasmisión, que los gitanos y gitanas que lo escuchaban, lloraba o reían, en definitiva se emocionaban. "Tío José de Paula" tuvo toda su vida una libretita donde escribía sus propias letras, de seguirillas, de soleá, así que cantó sus propias letras, fue cantaor y autor. Hoy deja un gran legado sobre todo en la seguirillas donde creó un estilo propio, y de quien cante su estilo se dirá "esta cantando por Tío José de Paula".

## Homenajes
El Ayuntamiento de Jerez le dedicó en 1991 un busto, obra de la escultora jerezana Nuria Guerra, situado en un lateral de la Iglesia de Santiago.
En su honor se constituyó la Peña Tío José de Paula, cuyo grupo de mujeres tiene destacada fama